# Sukkalmah
Sukkalmah (elamisch sukkal.mah „großer Herrscher“) war ein elamitischer Herrschertitel, den vor allem Könige in dem Zeitraum 2000 bis 1500 v. Chr. trugen. Der Titel übersetzt in etwa „Großregent“ (sukkal – Regent; mah – groß) und ist in Mesopotamien seit der 3. Dynastie von Ur bezeugt. Hier wurde der Titel an hohe Generäle verliehen, die vor allem zur Verteidigung von Ortsgebieten eingesetzt wurden. Dies führte in der früheren Forschung zu der Ansicht, dass Elam in dieser Zeit ein Vasallenstaat von Babylon war, deren Statthalter ebendiesen Titel trugen, doch ist der Titel wahrscheinlicher als eigenständiger Herrschertitel verwendet worden.
In dieser Zeit wurde Elam jeweils von einer Gruppe dreier Herrscher regiert. Neben dem Sukkalmah amtierten jeweils noch eine Person mit dem Titel sukkal, der sich als Regent von Elam und Schimaschki bezeichnete und meist der nächstjüngere Bruder des regierenden Sukkalmah war. Eine weitere Person nannte sich Regent von Susa und war meist der Sohn des Sukkalmah.